# Anthony Cirelli
Anthony Cirelli (* 15. července 1997) je kanadský hokejový útočník momentálně působící v klubu Tampa Bay Lightning v severoamerické NHL. V roce 2015 byl floridským klubem draftován ve 3. kole jako 72. celkově. V sezónách 2019/20 a 2020/21 vybojoval s Tampou Stanley Cup.

## Prvenství
- Debut v NHL – 1. března 2018 (Tampa Bay Lightning proti Dallas Stars)[1]
- První asistence v NHL – 1. března 2018 (Tampa Bay Lightning proti Dallas Stars)
- První gól v NHL – 1. března 2018 (Tampa Bay Lightning proti Dallas Stars, americkému brankáři Benovi Bishopovi)

## Ocenění a úspěchy
CHL
- 2015 Memorial Cup – Oshawa Generals

NHL
- Stanley Cup – 2019/20, 2020/21

## Statistiky

### Klubové statistiky
| Sezóna      | Klub                | Soutěž      |     | Základní část | Základní část | Základní část | Základní část | Základní část |    | Play off | Play off | Play off | Play off | Play off |
| Sezóna      | Klub                | Soutěž      | Z   | G             | A             | B             | TM            | Z             | G  | A        | B        | TM       |          |          |
| 2014–15     | Oshawa Generals     | OHL         | 68  | 13            | 23            | 36            | 22            | 21            | 2  | 8        | 10       | 0        |          |          |
| 2015–16     | Oshawa Generals     | OHL         | 62  | 21            | 38            | 59            | 27            | 5             | 2  | 3        | 5        | 0        |          |          |
| 2015–16     | Syracuse Crunch     | AHL         | 3   | 0             | 0             | 0             | 0             | —             | —  | —        | —        | —        |          |          |
| 2016–17     | Oshawa Generals     | OHL         | 26  | 13            | 21            | 34            | 8             | —             | —  | —        | —        | —        |          |          |
| 2016–17     | Erie Otters         | OHL         | 25  | 12            | 18            | 30            | 4             | 22            | 15 | 16       | 31       | 4        |          |          |
| 2016–17     | Syracuse Crunch     | AHL         | —   | —             | —             | —             | —             | 6             | 0  | 0        | 0        | 6        |          |          |
| 2017–18     | Syracuse Crunch     | AHL         | 51  | 14            | 23            | 37            | 14            | —             | —  | —        | —        | —        |          |          |
| 2017–18     | Tampa Bay Lightning | NHL         | 18  | 5             | 6             | 11            | 6             | 17            | 2  | 1        | 3        | 4        |          |          |
| 2018–19     | Tampa Bay Lightning | NHL         | 82  | 19            | 20            | 39            | 34            | 4             | 1  | 1        | 2        | 0        |          |          |
| 2019–20     | Tampa Bay Lightning | NHL         | 68  | 16            | 28            | 44            | 30            | 25            | 3  | 6        | 9        | 2        |          |          |
| 2020–21     | Tampa Bay Lightning | NHL         | 50  | 9             | 13            | 22            | 10            | 23            | 5  | 7        | 12       | 20       |          |          |
| 2021–22     | Tampa Bay Lightning | NHL         | 76  | 17            | 26            | 43            | 70            | 23            | 3  | 5        | 8        | 8        |          |          |
| 2022–23     | Tampa Bay Lightning | NHL         | 58  | 11            | 18            | 29            | 33            | 6             | 3  | 3        | 6        | 4        |          |          |
| 2023–24     | Tampa Bay Lightning | NHL         | 79  | 20            | 25            | 45            | 38            | 5             | 0  | 2        | 2        | 0        |          |          |
| 2024–25     | Tampa Bay Lightning | NHL         | 80  | 27            | 32            | 59            | 28            | 5             | 1  | 0        | 1        | 18       |          |          |
| NHL celkově | NHL celkově         | NHL celkově | 511 | 124           | 168           | 292           | 249           | 108           | 18 | 25       | 43       | 56       |          |          |

### Reprezentační statistiky
| Rok                            | Tým                            | Soutěž                         | Z  | G | A | B | TM |
| ------------------------------ | ------------------------------ | ------------------------------ | -- | - | - | - | -- |
| 2017                           | Kanada 20                      | MSJ                            | 7  | 3 | 4 | 7 | 2  |
| 2019                           | Kanada                         | MS                             | 10 | 3 | 1 | 4 | 6  |
| 2025                           | Kanada                         | 4NF                            | 4  | 0 | 0 | 0 | 0  |
| Juniorská reprezentace celkově | Juniorská reprezentace celkově | Juniorská reprezentace celkově | 7  | 3 | 4 | 7 | 2  |
| Seniorská reprezentace celkově | Seniorská reprezentace celkově | Seniorská reprezentace celkově | 14 | 3 | 1 | 4 | 6  |